# 錫達維爾 (新澤西州)
錫達維爾（英語：Cedarville）是位於美國新澤西州坎伯蘭縣的普查規定居民點。

## 人口
根據2020年美國人口普查的數據，錫達維爾的面積為5.91平方千米，當中陸地面積為5.80平方千米，而水域面積為0.11平方千米。當地共有人口702人，而人口密度為每平方千米118.78人。